# كورا مياو
كورا مياو (بالصينية: 繆騫人) (بالصينية: 缪骞人) ممثلة صينية، من الممثلات اللواتي يعملن غالبا في سينما و أفلام هونغ كونغ. خلال حياتها المهنية رشحت للفوز بأربع «جوائز سينما هونج كونج»، وأربع جوائز "مهرجان الحصان الذهبي"، وقد فازت بإحداها. وفازت بجائزة «ملكة جمال فوتوجينيك» في قناة ملكة جمال هونغ كونغ عام 1976، وذلك بعد تخرجها في الولايات المتحدة. والآن هي متزوجة من المخرج وأين وانغ.

## روابط خارجية
- كورا مياو على موقع IMDb (الإنجليزية)
- كورا مياو على موقع قاعدة بيانات الفيلم (الإنجليزية)